# Clerques
Clerques (Nederlands: Klarke) is een gemeente in het Franse departement Pas-de-Calais (regio Hauts-de-France) en telt 213 inwoners (1999). De plaats maakt deel uit van het arrondissement Sint-Omaars.
In 1127 schreef men Clarkes. In het Gallo-Romeins was dat Clariacum, toebehorend aan Clarius.
In Vlaams Artesië zijn er veel Vlaamse plaatsnamen die eindigen op 'ke' en in hun Franse variant op 'ques'.
De gemeente is verbroederd met het West-Vlaamse dorp Klerken.

## Geografie
De oppervlakte van Clerques bedraagt 6,3 km², de bevolkingsdichtheid is 33,8 inwoners per km².
De onderstaande kaart toont de ligging van Clerques met de belangrijkste infrastructuur en aangrenzende gemeenten.

## Demografie
Onderstaande figuur toont het verloop van het inwonertal (bron: INSEE-tellingen).